# Perses (titan)
Perses var i grekisk mytologi en av titanerna. Han var son till Krios och Eurybia, bror till Pallas och Astraios, gift med Asteria och far till trolldomsgudinnan Hekate.